# Bistum Murska Sobota
Das Bistum Murska Sobota (lat.: Dioecesis Sobotensis) ist eine Diözese der römisch-katholischen Kirche in Slowenien mit Sitz in Murska Sobota.

## Geschichte
Das Bistum Murska Sobota wurde am 7. April 2006 durch Papst Benedikt XVI. mit der Apostolischen Konstitution Slovenorum fidelium (‚Den treuen Slowenen‘) aus Gebietsabtretungen des Erzbistums Maribor errichtet und diesem als Suffraganbistum unterstellt.

## Organisation
Die Diözese umfasst drei Dekanate (Dekanije):
- Dekanat Lendava
- Dekanat Ljutomer
- Dekanat Murska Sobota

## Bischöfe von Murska Sobota
- Marjan Turnšek (* 1955), 2006–2009, dann Koadjutorerzbischof von Maribor
- Peter Štumpf SDB (* 1962), 2009–2024, dann Bischof von Koper
- Janez Kozinc (* 1975), seit 2025